# Quartirolo lombardo
Il quartirolo lombardo è un formaggio molle da tavola prodotto con latte vaccino a 
Denominazione di origine protetta (DOP).

## Storia
L'inizio della sua produzione risale al X secolo.
La produzione era stagionale, il formaggio veniva prodotto alla fine dell'estate con il latte delle vacche che si erano nutrite di "erba quartirola" ovvero dell'erba ricresciuta dopo il terzo taglio.
Oggi viene prodotto durante tutto l'anno, è stato riconosciuto dalla Comunità Europea e registrato nella lista dei prodotti DOP con Reg. Cee n° 1107/96.

## Zona di produzione
La zona di provenienza del latte, di produzione e di stagionatura del formaggio "Quartirolo lombardo" comprende il territorio delle province di Bergamo, Brescia, Como, Cremona, Lecco, Lodi, Milano, Monza, Pavia e Varese.

## Descrizione
La forma è parallelepipedo rettangolo a facce piane con scalzo diritto.
Il peso della forma può variare da 1,5 kg a 3,5 kg. 
La crosta è sottile e morbida, bianco rosata nei formaggi di prima stagionatura e grigio-verde rossastra in quelli maturi. 
La struttura della pasta è unita, leggermente grumosa, eventualmente con piccoli distacchi, friabile e diventa più compatta e morbida con il progredire della stagionatura. Il colore va da bianco a bianco paglierino, può divenire più intenso per il formaggio maturo. 
Il sapore è caratteristico, leggermente acido - aromatico nel formaggio in prima stagionatura e più aromatico in quello maturo.
Il grasso sulla sostanza secca non è inferiore al 30% per il prodotto ottenuto con latte parzialmente scremato.

## Processo di produzione
Viene prodotto con latte vaccino intero o parzialmente scremato proveniente da due o più mungiture. La coagulazione è effettuata con caglio di vitello ad una temperatura intorno ai 35-40 gradi in 25 minuti. È consentita aggiunta di lattoinnesto derivante da precedenti lavorazioni, effettuate esclusivamente nello stesso caseificio nel quale avviene la lavorazione del latte.
La rottura della cagliata avviene in due tempi separati e regolati dall'evoluzione acida del siero. Al termine della seconda rottura, i grumi della cagliata hanno le dimensioni di una nocciola. La massa caseosa, mista a siero, viene posta negli stampi e quindi stufata a 26-28 gradi da 4 a 24 ore. La salatura si effettua a secco oppure in bagno di salamoia. 
La stagionatura avviene in celle idonee, e ad una temperatura di 2-8 °C e ad una umidità relativa dell'85-90%; il periodo di maturazione si protrae da cinque a trenta giorni per il tipo a pasta molle; dopo trenta giorni il prodotto viene posto in commercio come "Quartirolo lombardo" maturo. 
In fase di maturazione, il disciplinare consente il trattamento con acqua e sale. 

## Valori nutrizionali
Valori medi per 100 g, dal sito del consorzio di tutela